# José Francisco de Isla
Pour les articles homonymes, voir Isla.
José Francisco de Isla de la Torre, né à Vidanes, royaume de Léon le 24 avril 1703 et mort à Bologne le 2 novembre 1781, est un jésuite, prédicateur, écrivain satirique et traducteur espagnol.

## Biographie
José Francisco de Isla naît dans une famille travaillant au service du comte d'Altamira. Son père est gouverneur des domaines. Il reçoit une éducation de qualité chez les carmélites et les jésuites. En 1721 il entre dans la Compagnie de Jésus. Après ses études de philosophie et de théologie à Salamanque il commence une carrière de prédicateur et d'enseignement en philosophie et théologie lui donnant l'occasion de voyager (Ségovie, Saint-Jacques-de-Compostelle, Pampelune, Saint-Sébastien, Valladolid). En 1745 il est à nouveau à Salamanque. À partir de cette date et jusqu'à la fin de sa vie il se lance dans d'importants travaux de traduction et d'écriture. En 1767 il est retiré au collège de Pontevedra lorsqu'il prend connaissance du décret d'expulsion des Jésuites d'Espagne. Alors qu'il est déjà très malade son exil commence par la Corse avant de s'installer à Bologne où il meurt en 1781.

## Ses œuvres
José Francisco de Isla connaîtra un véritable succès littéraire avec la publication de son roman satirique dans le genre de Rabelais : Vie du frère Gerundio (Vida de fray Gerundio) (Madrid, 1758), où il critique avec esprit le mauvais goût et les ridicules des prédicateurs de son temps. Son roman lui vaut l'inimitié d'une partie du clergé espagnol et des déboires avec l'Inquisition. Vida de fray Gerundio sera mis à l'index en 1760.
Lorsqu'il est à Pampelune, il traduit le Compendium de l'Histoire d'Espagne du Père Duchesne et l'Année chrétienne du Père Jean Croiset.
Vers la fin de sa fin il se consacre à la traduction en castillan des Aventures de Gil Blas de Lesage, des Lettres de Jose Antonio Constantini et de l'art de se recommander à Dieu (Arte de encomendarse a Dios) du père Antonio Francesco Bellati. A son actif on trouve aussi un dictionnaire trilingue latin, castillan, basque, un énorme volume de correspondances avec sa sœur Doña Maria Francisca de Isla. 
Fidèle à son style, son dernier livre, Lettres de Juan de la Encina, (Cartas de Juan de la Encina), publié à titre posthume (1784), constitue une véritable charge contre les pratiques des médecins espagnols de son temps.

## Source
Cet article comprend des extraits du Dictionnaire Bouillet. Il est possible de supprimer cette indication, si le texte reflète le savoir actuel sur ce thème, si les sources sont citées, s'il satisfait aux exigences linguistiques actuelles et s'il ne contient pas de propos qui vont à l'encontre des règles de neutralité de Wikipédia.